# Zülfikar İnönü Tümer
Zülfikar İnönü Tümer, né le 13 juillet 1966, est un chef d'entreprise et un homme politique turc, membre du Parti républicain du peuple (CHP). Il est député à la Grande Assemblée nationale de Turquie depuis juin 2015.

## Biographie
Zülfikar İnönü Tümer est le fils de Emin Bilen Tümer, député du Parti républicain du peuple de 1973 à 1977.
Tümer obtient un diplôme d'ingénieur de la faculté d'ingénierie civile de l'université technique d'Istanbul en 1987. En 1988, après la fin de son service militaire, il fonde son entreprise de construction. Il travaille à la construction de routes et de ponts, ainsi qu'à des projets de restauration de bâtiments.
Tümer rejoint le Parti républicain du peuple (CHP) en 1997. Entre 1997 et 2002, il est trésorier et vice-président du CHP de la province d'Adana. Il est élu à la Grande Assemblée nationale dans la circonscription d'Adana en juin 2015, puis il est réélu aux élections anticipées de novembre 2015.
Tümer est marié et a trois enfants.